# Sri Lanka International 2014
Die Sri Lanka International 2014 im Badminton fanden vom 4. bis zum 8. Juni 2014 in Colombo statt.

## Sieger und Platzierte
| Disziplin    | Gold                                    | Silber                              | Bronze                                      |
| ------------ | --------------------------------------- | ----------------------------------- | ------------------------------------------- |
| Herreneinzel | Lee Hyun-il                             | Anand Pawar                         | H. S. Prannoy                               |
| Herreneinzel | Lee Hyun-il                             | Anand Pawar                         | Dinuka Karunaratne                          |
| Dameneinzel  | P. C. Thulasi                           | Chen Jiayuan                        | Supanida Katethong                          |
| Dameneinzel  | P. C. Thulasi                           | Chen Jiayuan                        | Lee Chia-hsin                               |
| Herrendoppel | Danny Bawa Chrisnanta Chayut Triyachart | Manu Attri B. Sumeeth Reddy         | Watchara Buranakuea Trawut Potieng          |
| Herrendoppel | Danny Bawa Chrisnanta Chayut Triyachart | Manu Attri B. Sumeeth Reddy         | Chang Hsuan-wen Lin Shang-kai               |
| Damendoppel  | Phataimas Muenwong Kilasu Ostermeyer    | Pradnya Gadre Siki Reddy            | He Tian Tang Renuga Veeran                  |
| Damendoppel  | Phataimas Muenwong Kilasu Ostermeyer    | Pradnya Gadre Siki Reddy            | Jongkolphan Kititharakul Rawinda Prajongjai |
| Mixed        | Akshay Dewalkar Pradnya Gadre           | Vountus Indra Mawan Prajakta Sawant | Loh Kean Hean Dellis Yuliana                |
| Mixed        | Akshay Dewalkar Pradnya Gadre           | Vountus Indra Mawan Prajakta Sawant | Arun Vishnu Aparna Balan                    |